# Einbacher Mühle

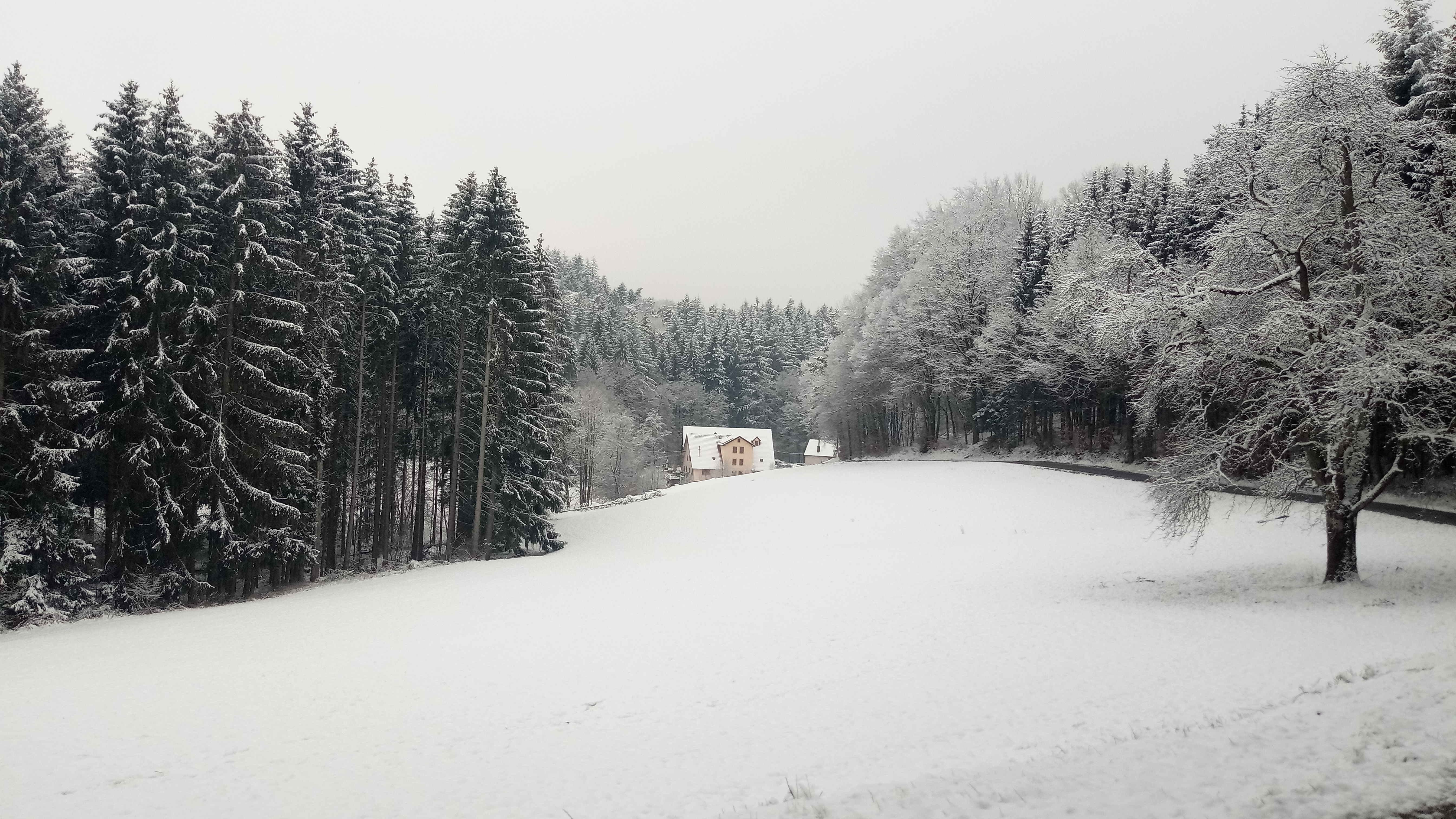
Einbacher Mühle im Winter

Die Einbacher Mühle ist eine historische Mühle in Einbach, einem Ortsteil von Buchen im Neckar-Odenwald-Kreis im nördlichen Baden-Württemberg. Die Mühle war seit der Mitte des 17. Jahrhunderts im Besitz von zehn Generationen der Familie Münch, auf die zwei Bildstöcke bei der Mühle und ein weiterer in der Umgebung zurückgehen.

## Geschichte
Wann die Einbacher Mühle im oberen Tal der Elz erstmals errichtet wurde, ist unbekannt. Sie entstand jedenfalls erst einige Zeit nach der im 10. oder 11. Jahrhundert entstandenen Rodungssiedlung Einbach. Wie der 1306 erstmals genannte Ort gehörte die vom über einen Mühlkanal zum Wasserrad geleiteten Wasser der Elz getriebene Einbacher Mühle westlich des Ortes einst zum Kloster Amorbach, in dessen Urbar von 1395 sie erstmals erwähnt wurde. Ein Müller wurde mit Hans Künn im Jahr 1506 erstmals namentlich genannt. Er und die ihm nachfolgenden Müller im 16. und 17. Jahrhundert waren Bauern auf einem der Einbacher Bauerngüter und betrieben die Mühle jeweils nur zum Nebenerwerb.
Im Jahr 1649 wurde mit Michel Münch († nach 1668) erstmals die Müllerfamilie Münch genannt, die die Mühle bis in die Gegenwart besitzt. Nach dem Tod von Michels Sohn Veit Münch heiratete dessen Witwe einen Andreas Volk, der um 1680 in der Mühle wohnte und im Zusammenhang mit mehreren Kriminalfällen genannt wurde. Um 1700 baute Veits Sohn Konrad Münch († 1716) das Mühlengewerbe bedeutend aus und errichtete gemeinsam mit dem Schreiner Simon Baier auch die am gegenüberliegenden Ufer der Elz auf Gemarkung von Laudenberg gelegene Schneidmühle, die bis ins 19. Jahrhundert teilweise im Besitz der Familie blieb, jedoch von der Familie Baier als Schreinerei bewirtschaftet wurde. Nach Konrad Münchs Tod vergab seine Witwe das Einbacher Bauerngut an die Tochter und den Schwiegersohn, so dass Konrads Sohn Stephan Münch der erste Vollerwerbsmüller auf der Mühle war. Auf ihn geht das schmuckvolle Türgewände von 1726 zurück, das sich (nach Umbau an nicht mehr ursprünglicher Stelle) an der Mühle erhalten hat. Sein Sohn Jörg (Georg) Münch hat 1760 einen Bildstock bei der Mühle aufstellen lassen. Ein weiterer Bildstock von 1836 erinnert an den tödlichen Unfall des 24-jährigen Müllersohns Johannes Valentin Münch, Urenkel von Jörg Münch, dem von einem Schneidblock die Brust zerquetscht wurde.
Aus dem Jahr 1780 ist ein Untersuchungsbericht erhalten, der das Einzugsgebiet der Einbacher Mühle mit Einbach, Laudenberg, Oberneudorf und Langenelz beschreibt. Die Mühle bestand wohl jeher aus mehreren Gebäuden. 1825 gab es neben dem 1795 erneuerten Wohnhaus mit Mahlmühle eine Scheune und einen als Tagelöhnerwohnung genutzten Bau. Letzterer wurde 1827 erneuert.
1865 erwarb Franz Joseph Münch die gesamte Schneidmühle, erlitt jedoch 1867 Konkurs und flüchtete außer Landes. Sein Bruder Ludwig Münch konnte im selben Jahr durch eine vorteilhafte Hochzeit die Familienfinanzen konsolidieren. Die Schneidmühle blieb vorläufig als Alterssitz des Altmüllers in Familienbesitz und Ludwig bewirtschaftete die Einbacher Mühle, bevor er das abgelegene Gehöft wegen drohender Schwermut seiner Gemahlin 1876 an seinen jüngeren Bruder Johann Michael Münch veräußerte. Dessen Sohn Johann Joseph Münch folgte ihm nach, verstarb jedoch früh an Herzversagen, woran ein weiterer Bildstock an seiner Todesstelle zwischen Heidersbach und Waldhausen erinnert.
Als die Müllerfamilie Münch mit dem im Zweiten Weltkrieg vermissten Herbert Münch im Mannesstamm erlosch, heiratete dessen Schwester Ida Münch († 2004) den entfernt verwandten gleichnamigen Kaufmann Wilhelm Münch aus Einbach. Ida und Wilhelm Münch waren die letzten Bewohner aus der Familie. Die Mühle hat einen neuen Eigentümer.